# Dante och Vergilius
Dante och Vergilius (franska: Dante et Virgile) är en oljemålning av den franske konstnären William-Adolphe Bouguereau. Den målades 1850 och ingår sedan 2011 i samlingarna på Musée d'Orsay i Paris. 
Målningen föreställer en scen ur Dante Alighieris Den gudomliga komedin, som återger Dante och hans guide Vergilius resa genom helvetet. I den åttonde kretsen iakttar de två fördömda själar som är sammanflätade i en evig strid. Den ena är alkemisten och kättaren Capocchio som blir biten i halsen av bedragaren Gianni Schicchi. Målningens skräckfyllda motiv är ovanlig i Bouguereaus oeuvre som i huvudsak består av salongskonst i akademisk stil med mytologiska väsen (nakna nymfer och chariter i landskap) eller sentimentala bilder på bönder och barn.   
Det var Bouguereaus tredje försök att vinna det eftertraktade Prix de Rome. Det var dock först på hans fjärde försök som han slutligen lyckades vinna priset med målningen Herdar hittar Zenobia på Araxes strand.
Den franske romantiske konstnären Eugène Delacroix målade en liknande scen 1822, Dante och Vergilius i underjorden.